# Umberslade Hall
Umberslade Hall is een 17e-eeuws landhuis in Nuthurst nabij Tanworth-in-Arden, in het Engelse graafschap Warwickshire. Het is een Grade II Listed Building.

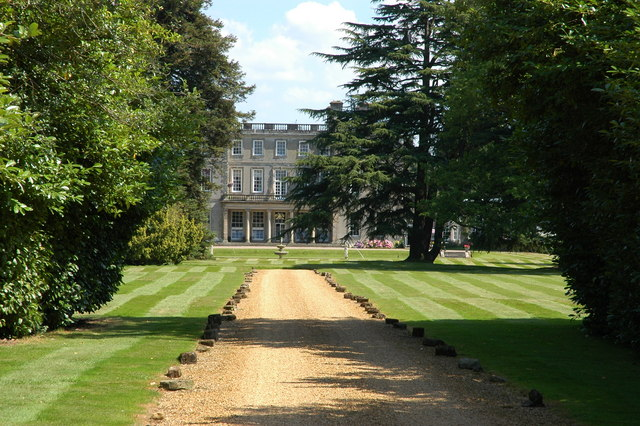

## Familie Archer
De familie Archer kreeg het landhuis in de 12e eeuw van Hendrik II en hield het 600 jaar in eigendom.
Het oorspronkelijke Manor House werd tussen 1695 en 1700 vervangen toen architect Francis Smith of Warwick een nieuw bouwde voor Andrew Archer, parlementslid voor Warwickshire. Het werd overgedragen op zijn zoon Andrew Archer, 2nd Baron Archer en in 1778 op diens dochter Sarah, gravin van Plymouth. Schrijver en politicus Horace Walpole bezocht het huis in 1751 en noemde het een "verfoeilijke plek". 

## Familie Muntz
In 1826 werd het landhuis verkocht en vanaf 1850 werd het gehuurd door George Muntz, parlementslid voor het kiesdistrict Birmingham. Na zijn dood in 1857 kocht zijn zoon George Frederick het landhuis. Hij vergrootte en verbeterde het en liet ook een kerk bouwen, de Umberslade Baptist Church. In 1881 bestond het huishouden, inclusief 13 inwonende bedienden, uit 30 personen. Frederick Ernest Muntz erfde het in 1898. Hij was High Sheriff of Warwickshire en later deputy lieutenant. Het landgoed, inmiddels veel kleiner, bleef in bezit van de familie Muntz. 

## BSA-Group
In de jaren zestig werd het aan verschillende partijen verhuurd, onder meer aan Wilmot Breedon, een fabrikant van auto-onderdelen. In 1967 werd het verhuurd aan de BSA-Group. Deze groep bestond uit ongeveer 20 bedrijven, waarvan de belangrijkste de motorfietsmerken BSA en Triumph waren, naast de (Birmingham Small Arms)-wapenfabrieken, de BSA Metal Components Division, BSA Heating, Birtley Ltd. (producent van bouwmaterialen), Jessop Alloy Steel, Churchill Machine Tools en Carbodies (de bouwer van de Londense taxi's). Het was een initiatief van de in 1966 overleden algemeen directeur Harry Sturgeon, die een centraal gelegen gebouw wilde waar alle ontwikkelings- en engineeringsactiviteiten van de BSA-groep samengevoegd zouden worden. Bert Hopwood, algemeen directeur en hoofdingenieur van Triumph, bezocht het in 1967 samen met de opvolger van Sturgeon, Lionel Jofeh. Hopwood beschreef het als "oud, niet geschikt voor de huisvesting van een Engineering Centre, met veel kleine kantoortjes zonder natuurlijk licht"
. Een voordeel was de ligging, ongeveer op gelijke afstand van de belangrijkste fabrieken in Meriden, Small Heath en Redditch. 

### Inrichting
Toen de BSA-groep Umberslade Hall in 1967 betrok, werden de eerste twee verdiepingen ingericht met kantoortjes voor de ontwerpers, ingenieurs en afdelingshoofden. Een appartement op de eerste verdieping werd bewoond door de huismeester en zijn vrouw, die aanbleven in dienst van de BSA-groep. Zij beheerden vanaf dat moment ook de grote dye-line printer. Ook de verhuurder en zijn secretaresse hielden nog steeds kantoor in het landhuis. De grote danszaal aan de voorkant had grote ramen en was daardoor heel geschikt als enorme tekenkamer. In de grote serre aan de noordkant werd de ontwerpafdeling gevestigd. In de kelder waren fabriekshallen gevestigd, niet voor de normale productie van motorfietsen, maar als testafdeling. Er stonden testbanken voor frames en remmen en een dynamometer om de kracht van de motoren te onderzoeken.
De BSA-Group huurde het landgoed tot begin jaren zeventig, toen ze failliet ging en delen werden verkocht aan Dennis Poore. 

## Appartementen
In 1978 werd Umberslade Hall verbouwd tot twaalf appartementen en twee cottages. 